# أولاد أحمد تيمي
بلدية من بلديات ولاية أدرار الجزائرية، وتضم البلدبة مجموعة القصور التالية:
| * أولاد ابراهيم * تاريدالت * أولاد أحمد * بني ثامر * المنصورية | * أولاد بوحفص * مهدية * زاوية سيدي البكري * كوسان * بوزان | * أولاد عيسى * أولاد عروسة * ملوكة * ميمون * واينة |

## اصل التسمية
تيمي: وتعني في الزناتية الوجه والجبين مثلاً: تيمي أدرار تعني واجهة الجبل أو المنحدر.